# Marthamea beraudi
Marthamea beraudi és una espècie d'insecte plecòpter pertanyent a la família dels pèrlids.

## Descripció
- Els adults són de color marró groguenc amb una petita marca central al cap i ales de 16-26 mm de llargària.
- El penis del mascle és igual de gros que el de Marthamea selysii.
- L'ou fa 0,47 mm de llargada.[6]

## Hàbitat
En el seu estadi immadur és aquàtic i viu a l'aigua dolça, mentre que com a adult és terrestre i volador.

## Distribució geogràfica
Es troba a l'Orient Mitjà: les capçaleres dels rius Jordà i riu Litani a l'Antilíban.